# Maredsous (Bier)

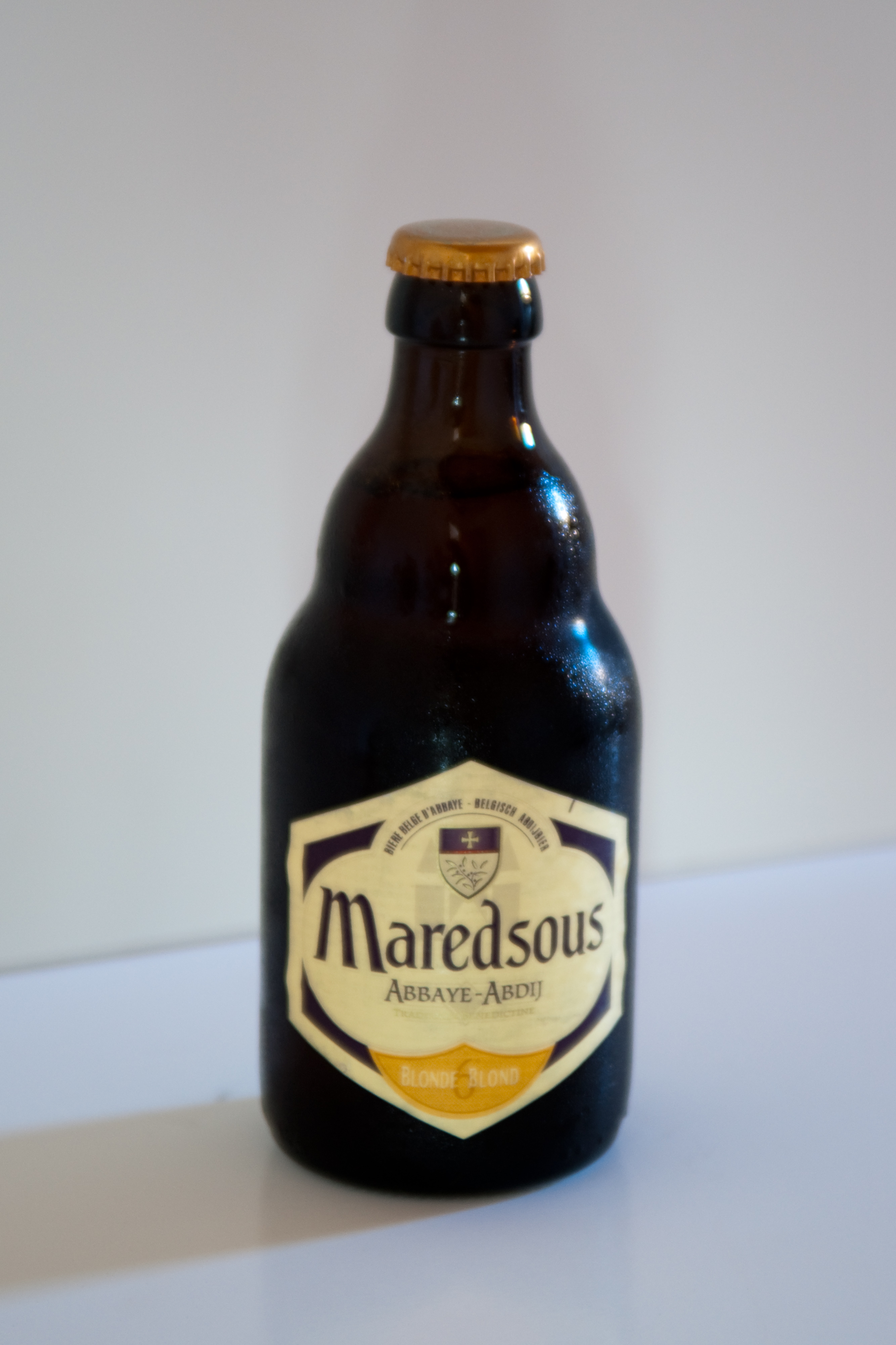
Eine Flasche Maredsous hell.

Maredsous ist ein obergäriges belgisches Bier, das von der Brauerei Moortgat hergestellt wird.
Kurioserweise wurde dieses Bier zu keinem Zeitpunkt in der Abtei Maredsous in Denée (Provinz Namur) gebraut. Vor Ort kann man das Bier allerdings aus Tonkrügen verkosten. Gebraut und vermarktet wird Maredsous seit 1963 unter Lizenz bei der Brauerei Duvel Moortgat in Puurs-Sint-Amands (Provinz Antwerpen), die auch Duvel herstellt.
Maredsous Bier wird, anders als die meisten obergärigen belgischen Biere, vor dem Abfüllen gefiltert.

## Biersorten
- Maredsous 6 blonde (hell)
- Maredsous 8 brune (dunkel)
- Maredsous 10 triple (helles Starkbier)